# Andenpakt (CDU)
Der Andenpakt (auch: Pacto Andino) ist eine Verbindung westdeutscher Politiker innerhalb der CDU und ursprünglich ein geheimes Netzwerk einflussreicher CDU-Männer, das 1979 von damaligen Mitgliedern der Jungen Union während einer Reise in die südamerikanische Andenregion gegründet worden war.
Der Andenpakt stand in Opposition zu Angela Merkel, vor allem in den fünf Jahren vor ihrer im Jahr 2005 begonnenen Kanzlerschaft, als sie Vorsitzende der CDU geworden war.

## Entstehungsgeschichte

### Vorläufer
Volker Bouffier, damals Vorsitzender der Jungen Union in Hessen, organisierte 1978 ein Treffen von jüngeren Politikern der hessischen CDU, die bereits auf regionaler Ebene Mandatsträger waren. Nach dem ersten Treffpunkt dieses Kreises – der Raststätte Wetterau an der Bundesautobahn 5 – wurde dieser Kreis später als „Tankstellen-Connection“ bezeichnet.

### Gründung 1979
Im Juni 2003 machte das Nachrichtenmagazin Der Spiegel die Entstehungsgeschichte des Andenpakts publik: So hatten zwölf Nachwuchspolitiker der Jungen Union während einer Bildungsreise der Konrad-Adenauer-Stiftung am 25. Juli 1979 auf einem Nachtflug in einer Douglas DC-8 von Caracas nach Santiago de Chile ein Bündnis geschlossen. „Beschwingt vom Whisky“ hätten sie auf Briefpapier der venezolanischen Fluggesellschaft VIASA ein Manifest verfasst: „In Sorge um die hochkarätig besetzte Delegation und zum Schutze der Gesundheit schließen wir uns hiermit zum Pacto Andino Segundo zusammen.“ Der Name spielt auf die südamerikanische Staatengemeinschaft gleichen Namens an. Zudem forderten sie in dem Text „[m]ehr Ambiente in der Politik“.
Die Gründungsmitglieder waren in der Zeit nach der 68er-Bewegung politisiert worden, von der sie sich mit ihrer konservativen Haltung bewusst abgrenzten. Sie wollten die CDU unter Helmut Kohl erneuern und versprachen einander, dass niemals einer von ihnen gegen den anderen antreten werde.

### Struktur und Hierarchie im Andenpakt
Offizielle Äußerungen von Mitgliedern des Andenpaktes zu dessen Existenz oder Zielen gibt es nicht. Seine Mitglieder sind ausschließlich männlich, westdeutsch und überwiegend katholisch. Laut Spiegel haben Frauen im Andenpakt „nichts verloren, es sei denn als Ehefrauen“; von ostdeutschen CDU-Mitgliedern trenne sie „ihre andere politische Biografie“. Die Mitglieder des Andenpakts treffen sich diskret in vertraulichen Runden und organisieren gemeinsame Auslandsreisen. Ungeschriebene Regeln besagen, dass kein Mitglied gegen ein anderes kandidiert oder öffentlich dessen Rücktritt fordert.

### Entwicklung
Die Darstellung des Spiegels wurde in zahlreichen Medien übernommen und fand weite Verbreitung. Aus dem einstigen Spaßbündnis sei eine „mächtige Seilschaft innerhalb der CDU geworden“. Trotz des Medienechos liegen offizielle Stellungnahmen oder Erklärungen von Mitgliedern des Andenpaktes kaum vor. Vereinzelt wurde die Existenz eines Netzwerkes eingeräumt oder eine Mitgliedschaft dementiert (z. B. Ole von Beust). Dem Andenpakt wurde gezielte Einflussnahme auf politische und personelle Entscheidungen in der CDU zugeschrieben; insbesondere habe man die Kanzlerkandidatur von Angela Merkel 2002 verhindert, nachdem diese infolge der Spendenaffäre unerwartet Parteivorsitzende geworden war. Andere Quellen behaupten, dass die politischen Geschehnisse im Jahr 2002 auch ohne die Annahme eines Geheimbundes erklärbar seien.
Friedbert Pflüger und Christian Wulff kritisierten Anfang 2008 öffentlich Roland Koch wegen dessen Thematisierung von Kinder- und Jugend- sowie Ausländerkriminalität im hessischen Landtagswahlkampf. Die Welt bezeichnete dies als Bruch der Loyalität innerhalb des Andenpakts, dessen Einfluss nun „gegen Null“ tendierte. Neue Aufmerksamkeit erlangte der Pakt 2010 durch den politischen Rückzug Kochs, der in den Medien teils als Überraschung, teils als strategischer Rückzug zur Stärkung von Christian Wulff als damaligem politischen Hoffnungsträger des Paktes gewertet wurde. Nach dem Rücktritt von Horst Köhler am 31. Mai 2010 wurde Wulff am 30. Juni 2010 zum neuen Bundespräsidenten durch die 14. Bundesversammlung gewählt.

### Mitglieder
Seit 1979 ist der Andenpakt gewachsen. Als Mitglieder wurden im Spiegel in einer Infografik 17 Personen benannt:
- Helmut Aurenz
- Christoph Böhr
- Volker Bouffier
- Elmar Brok
- Jürgen Doetz
- Heinrich Haasis
- Bernd Huck, Generalsekretär
- Peter Jacoby
- Franz Josef Jung
- Roland Koch
- Kurt Joachim Lauk
- Günther Oettinger
- Friedbert Pflüger
- Hans-Gert Pöttering
- Wulf Schönbohm
- Matthias Wissmann
- Christian Wulff

Einem Artikel des Spiegel-Autors Hajo Schumacher zufolge wurde Friedrich Merz 2005 in den Andenpakt aufgenommen. Die Welt bezeichnete 2015 auch den ehemaligen Vorsitzenden der Jungen Union Philipp Mißfelder in einem Nachruf als „spätberufene[s]“ Mitglied des Pakts. Dieser war auch Teil der 2007 entstandenen Einsteinconnection. In der Frankfurter Allgemeinen Zeitung vom 20. Februar 2016 wurde eine Traueranzeige für Bernd Huck veröffentlicht, die eine Liste der Mitglieder des Andenpakts darstellen soll. Neben den bereits bekannten Namen sind dort noch Klaus Evertz, Reinhard Göhner und Claus Vogt genannt. Armin Laschet ist seit Herbst 2018 Mitglied des Andenpakts.